# Loni Anderson
Loni Kaye Anderson, född 5 augusti 1945 i Saint Paul, Minnesota, död 3 augusti 2025 i Los Angeles, Kalifornien, var en amerikansk skådespelerska.

## Filmografi i urval
- 1977–1980 – Kärlek ombord (TV-serie)
- 1978 – Three's Company (TV-serie)
- 1978–1982 – Sänt va're här (TV-serie)
- 1983 – Undan för äss
- 1984 – Ensam är pest
- 1989 – B.L. Stryker, privatdetektiv (TV-serie)
- 1989 – Änglahund
- 1995 – Mördarens ansikte
- 1996 – Melrose Place (TV-serie)
- 1998 – A Night at the Roxbury
- 1998 – 3 Ninjas och tivoli-attentatet
- 2006 – So Notorious (TV-serie)